# Никола Яначков
Никола Антонов Яначков е български футболист, играещ за Спартак (Плевен) като полузащитник. Юноша на Левски (София)

## Кариера
Дебютира за Левски (София) при победата с 2:0 над Берое.

### Спартак Плевен
На 1 юли 2016 е се присъединява към лагера на Спартак Плевен.